# Kingkey 100
Kingkey 100, также известен как KK100 (кит. 京基100) — сверхвысокий небоскрёб в городе Шэньчжэнь, в китайской провинции Гуандун, прежде известный как Kingkey Finance Center Plaza
Многофункциональное здание, высота которого 442 метра (1449 футов), построенное в стиле модернизм. На 100 этажах здания расположились офисные помещения (68 этажей), отель St. Regis Hotel (22 этажа), торговый центр KK Mall, а на верхних четырёх этажах находятся 38-метровый «небесный сад» и несколько ресторанов.
- Шестизвездочный отель St. Regis Hotel располагается с 75 по 98 этаж, предлагает 249 номеров.
- На подземной автостоянке располагается 2000 мест для паркинга.
- В торговом центре KK Mall, открытом 26 ноября 2010 года, находится первый в Шэньчжэне кинотеатр IMAX

Строительство закончилось в 2011 году. По состоянию на 2015 год, небоскрёб является самым высоким зданием в Шэньчжэне, 5-м по высоте в Китае, 10-м по высоте в Азии и 14-м в мире.

## Фотогалерея

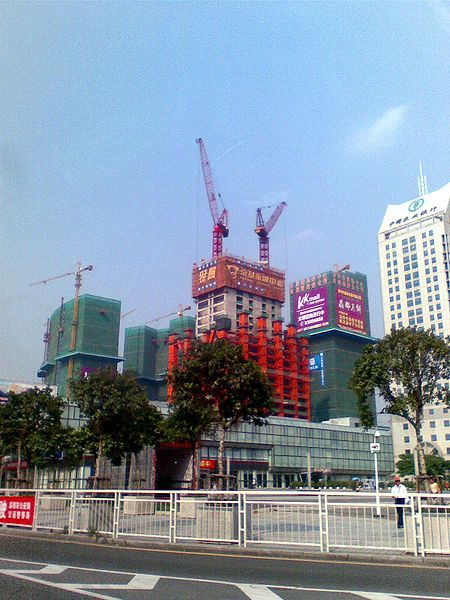
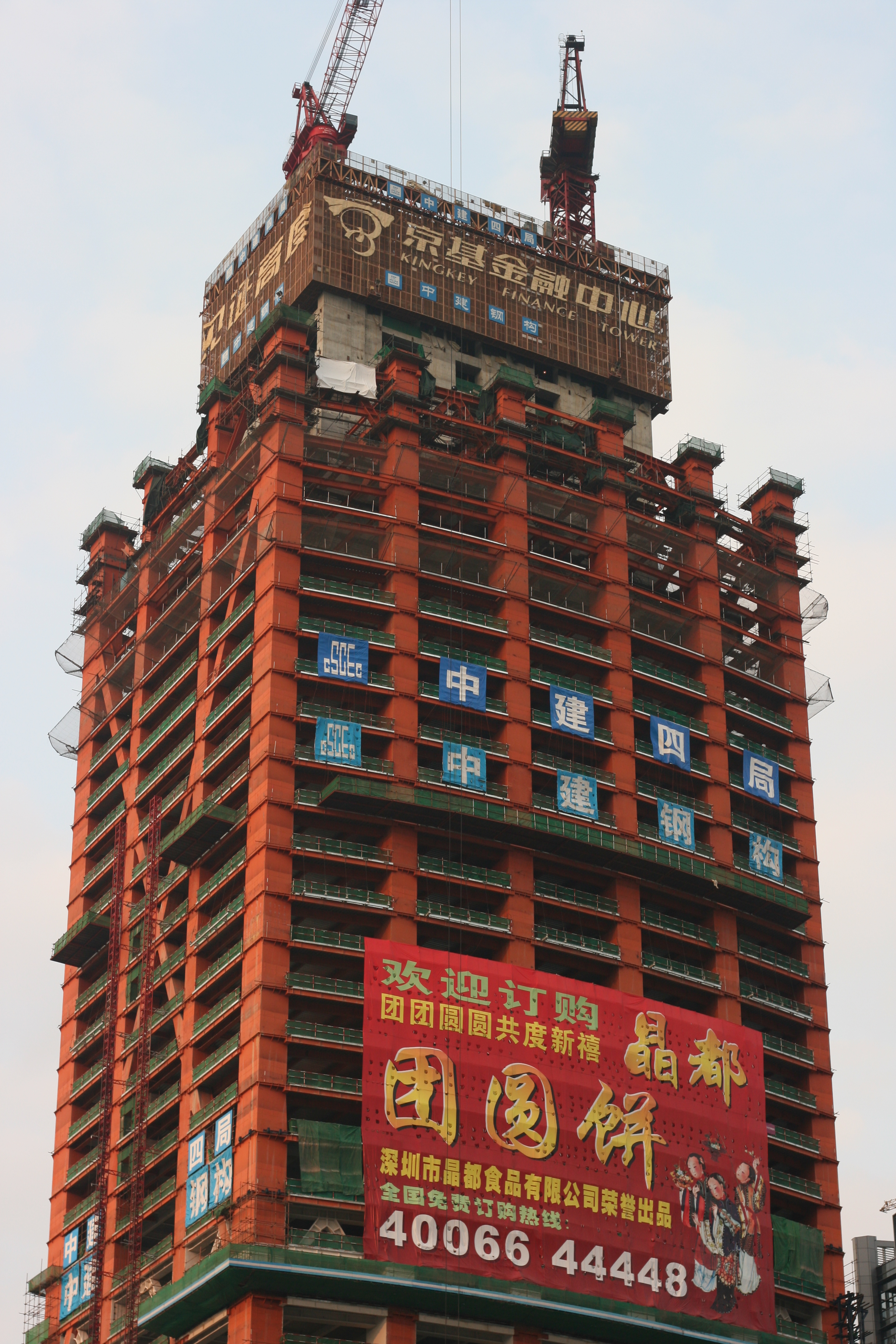
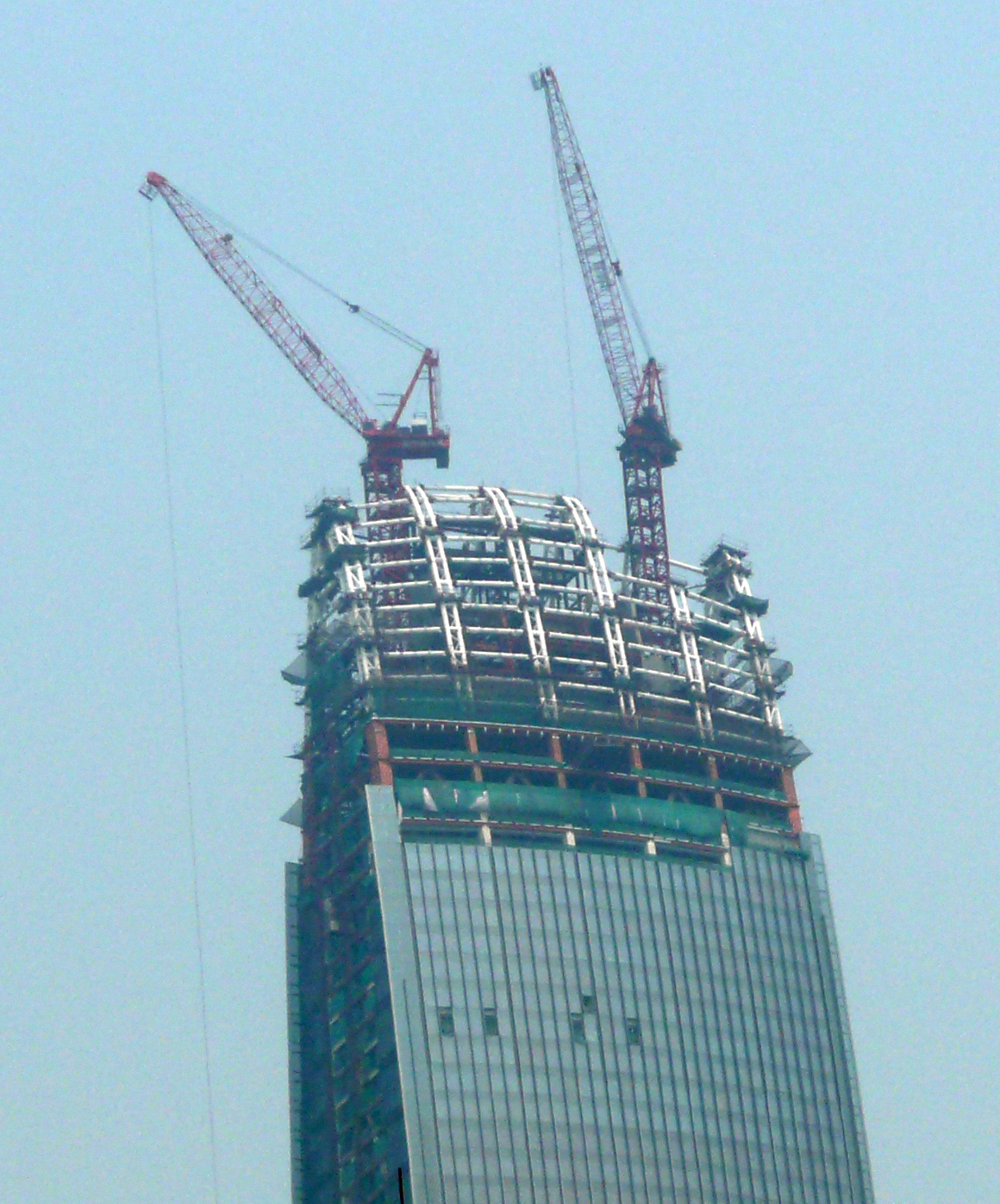
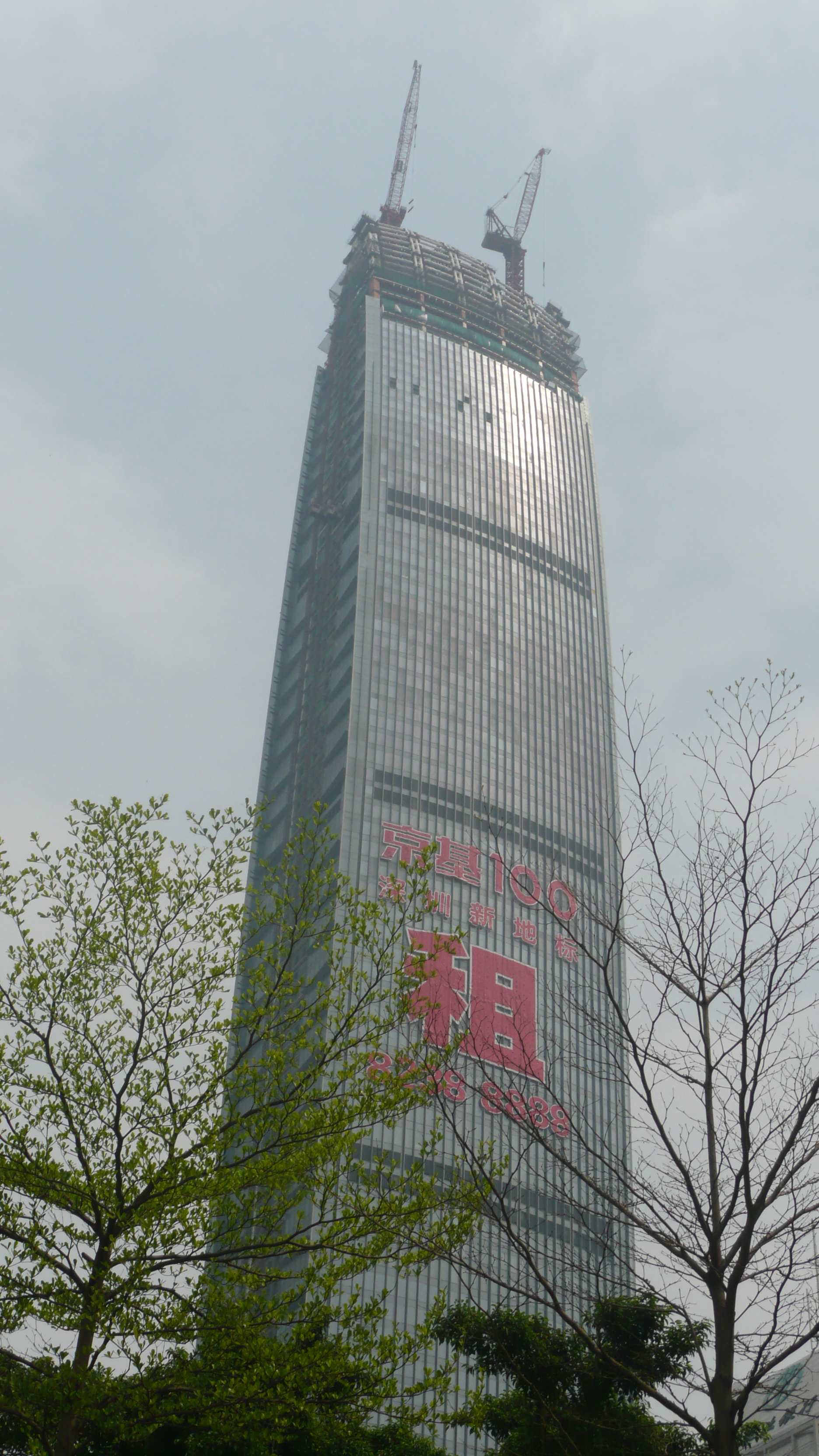
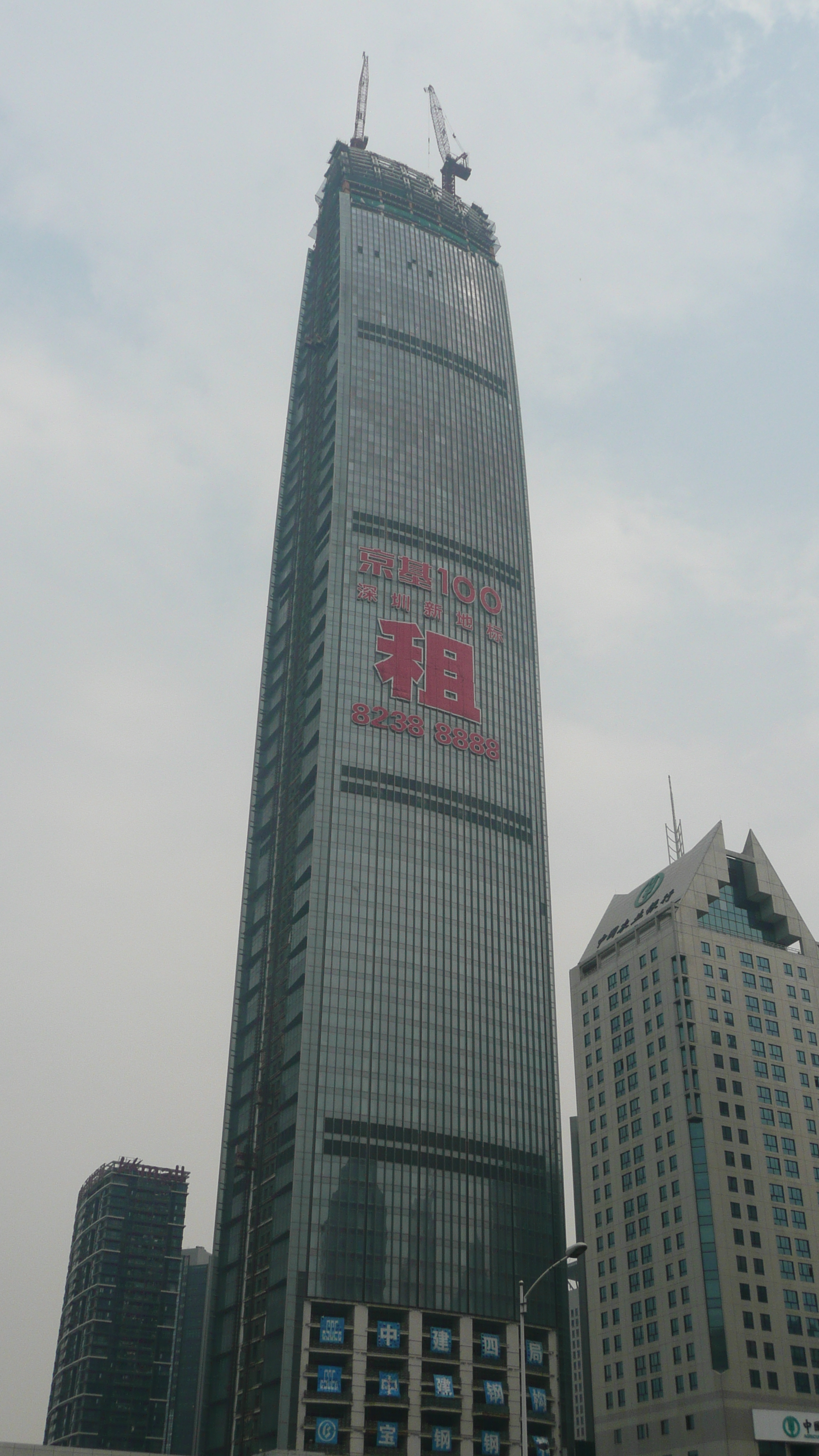
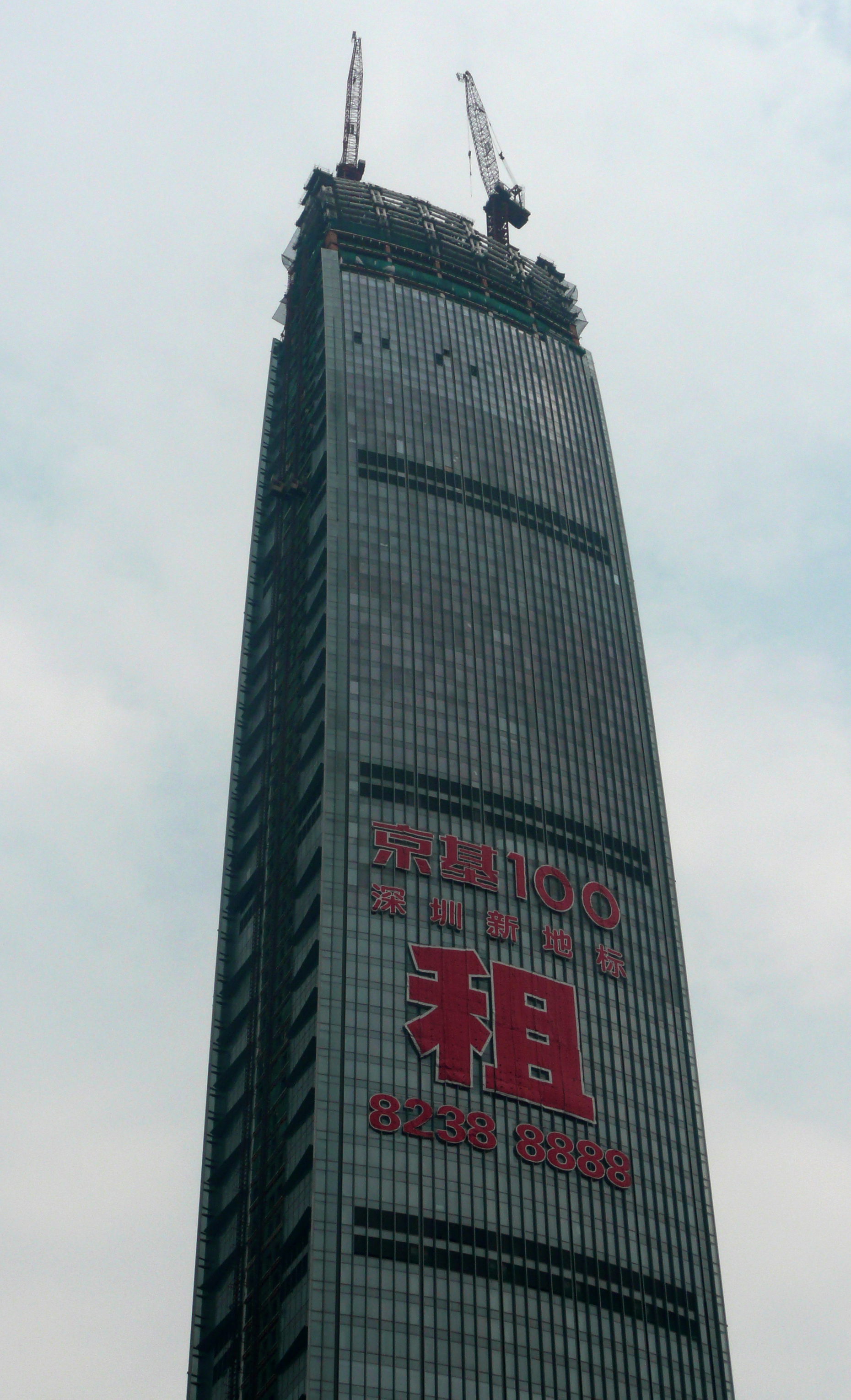
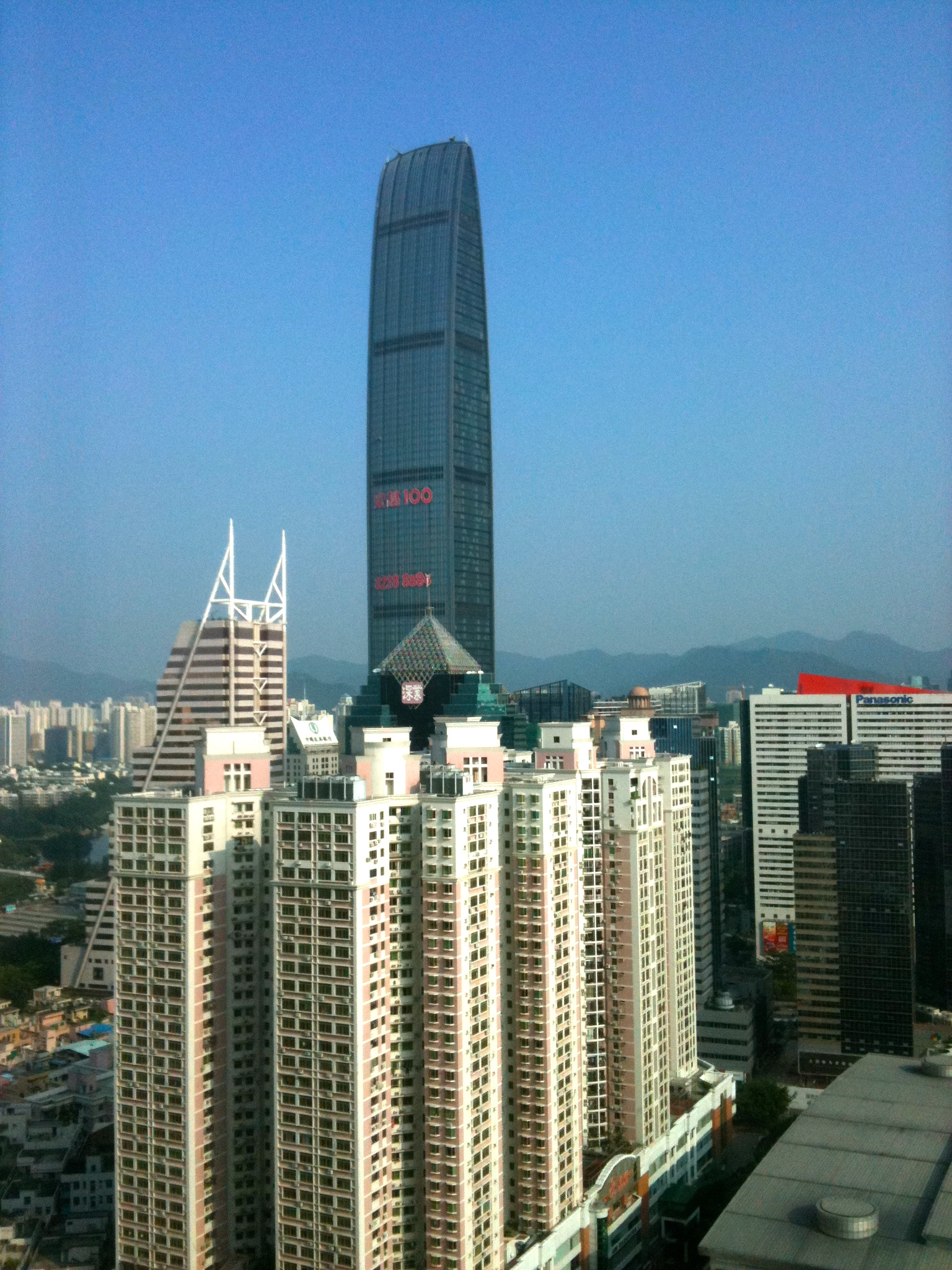
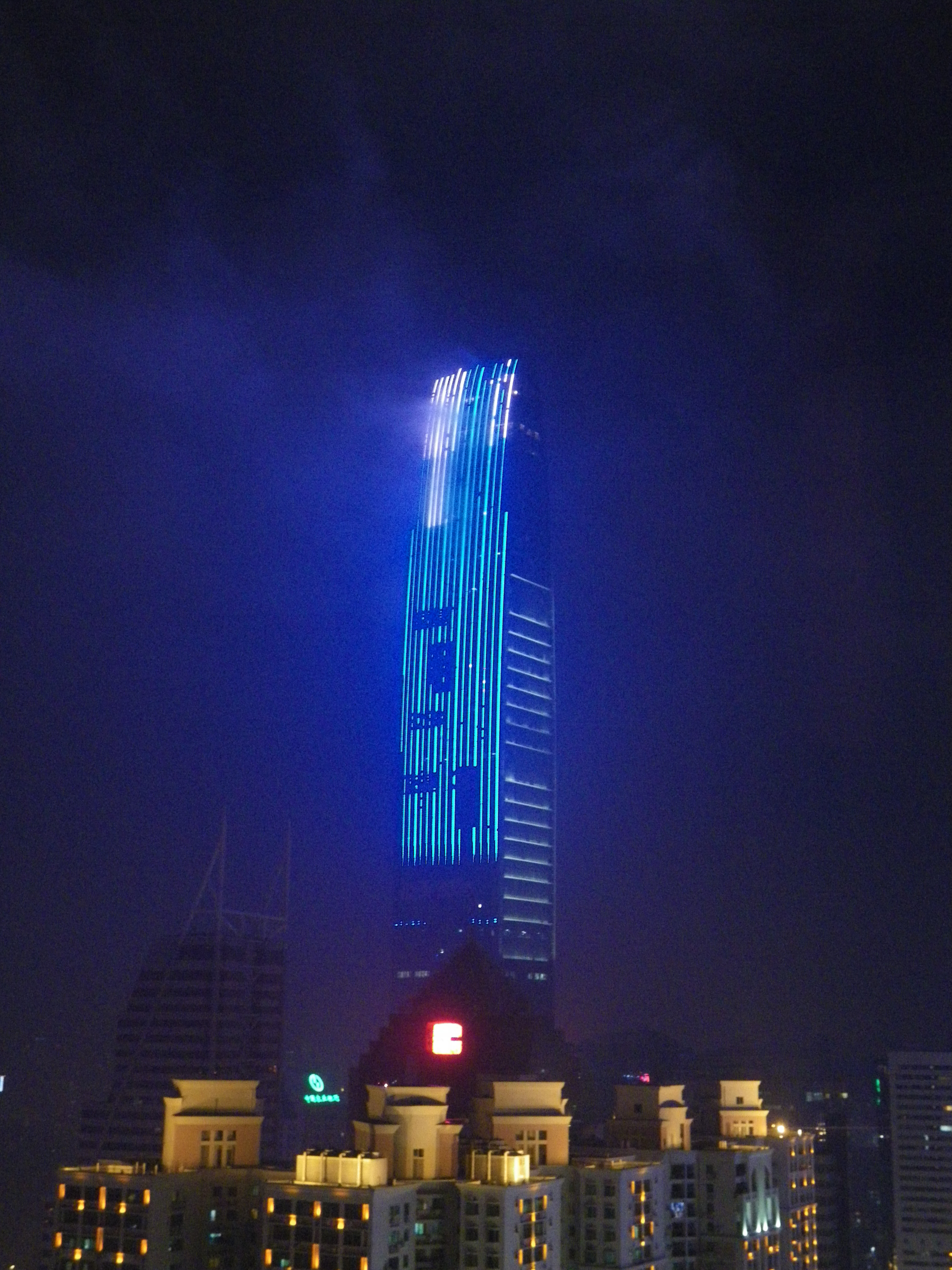